# Franz Schoser
Franz Schoser (* 27. Juli 1933 in Trochtelfingen) ist ein deutscher ehemaliger Verbandsfunktionär der Wirtschaft. Von 2006 bis 2011 war er Mitglied im deutschen Nationalen Normenkontrollrat.

## Leben und Beruf
Franz Schoser studierte von 1952 bis 1959 Wirtschaftswissenschaften an den Universitäten zu Tübingen, Wien und Köln. 1956 erlangte er den Abschluss Diplom-Kaufmann, 1959 promovierte er bei Alfred Müller-Armack zum Doktor der Staats- und Wirtschaftswissenschaften.
Von 1957 bis 1973 arbeitete Schoser für die Industrie- und Handelskammer zu Köln. Von 1973 bis 2002 war er für den Deutschen Industrie- und Handelstag tätig (ab 2000 DIHK). Ab 1980 wurde er DIHT-Hauptgeschäftsführer. In der Ära von Bundeskanzler Helmut Kohl galt Schoser als der einflussreichste Verbandsfunktionär. Unter Schoser zog der DIHT nach Berlin. Dabei setzte sich Franz Schoser in den letzten Jahren seiner Amtszeit für eine Modernisierung des Verbandes ein. Von 2006 bis 2011 war Schoser Mitglied im Nationalen Normenkontrollrat. Am 21. September 2011 schied er aus diesem Amt aus.
Ehrenamtlich ist das CDU-Mitglied Schoser vor allem im Bereich der Europapolitik tätig. Franz Schoser ist Schatzmeister des Instituts für Europäische Politik und Mitglied der Konrad-Adenauer-Stiftung, deren Schatzmeister er von 2002 bis 2018 war. Zudem war er auch Schatzmeister der Europa-Union Deutschland sowie, von 2004 bis 2011, des Netzwerks Europäische Bewegung Deutschland.
Weiterhin ist Franz Schoser Präsident der Gesellschaft für Übernationale Zusammenarbeit, Vorsitzender des Fördervereins des Instituts für Wirtschaftspolitik an der Universität zu Köln sowie der Otto Wolff Stiftung. Viele Jahre war er Vorsitzender des Verwaltungsrates der Deutschen Welle, der ZNS – Hannelore Kohl Stiftung und der Stiftung des Senior Expert Service (SES).
Schoser ist verheiratet und hat vier Kinder. Martin Schoser ist sein Sohn.

## Auszeichnungen
Franz Schoser erhielt das große Verdienstkreuz des Verdienstordens der Bundesrepublik Deutschland und ist Offizier der französischen Ehrenlegion. Er ist der Träger der Verdienstmedaille des Landes Baden-Württemberg und 2016 wurde ihm die Verdienstmedaille der Aktionsgemeinschaft Soziale Marktwirtschaft in Erinnerung an Alfred Müller-Armack verliehen.